# 高爾吉亞
高爾吉亞（希臘語：Γοργίας，約前487年—前376年），希臘詭辯學派學者、前蘇格拉底時期的哲學家及修辭學家，原居於西西里伦蒂尼。與普羅塔哥拉同為首批詭辯學者。他最為人所知的是他把修辭學由西西里帶到阿提卡，又將阿提卡方言融入散文文學中。

## 生平
他來自希臘在西西里的領地伦蒂尼，當地被譽為希臘修辭學的發源地。他的父親名為Charmantides。（McComiskey 6-7）。前427年，錫拉庫薩入侵，他被派往雅典要尋求支援。他的雄辯術在雅典引起廣泛注目，到處演講並開班授徒，為他帶來財富，後來定居雅典。根據亞里士多德，伊索克拉底是他的學生。 高爾吉亞很長壽，享年逾百歲。他累積了大量財富，曾用黃金鑄造雕像並放於廟中。。他於公元前376年在拉里萨去世。

## 修辭學的貢獻
高爾吉亞革新了修辭學，又提出了paradoxologia，即矛盾的思考和命題，故他又被譽為「謬論之父」（Wardy 6）。他的重要著述為Technai，是一本教導修辭學的手冊（Leitch, et al 29）；當中僅Encomium（頌詞）和Defense（辯解）兩卷完整流傳下來。亞里士多德也有提到高爾吉亞的言論和觀點。
高爾吉亞用了很大篇幅表現自己辯駁的能力，對一些不為世接納、矛盾、甚至荒謬的論點提出辯護。他又認為說詞的力量媲美物質甚至神的力量。在《頌詞》中，他提出話語之於心靈，就如藥物之於身體：藥能治病、殺人，話語能牽動人的痛、樂、懼、勇，又能夠使人生邪念。（Gorgias 32）與其他詭辯學者不同，他不教授學生arete（善、德），他認為說服別人的技巧是至為重要，因為這能影響他人的行為。
高爾吉亞開啟了對修辭學本質和價值的探討。柏拉圖的《高爾吉亞篇》中，對高爾吉亞奉修辭學為至高無上的論點提出反對意見。（Wardy 2）修辭學不是藝術，只是危險的竅門，使實際上無知的人顯得有智慧。

## 關於「不存在」
高爾吉亞的著作《論自然與不存在》（On Nature or the Non-Existent）已經散失，只能從兩部著作的引文得悉部分內容。該兩部著作為塞克斯都·恩披里柯的Against the Professors及匿名作者的De Melissus, Xenophane, Gorgia。曾論述「萬物皆不存在；萬物即使存在，吾人也不可知；即使無人知悉萬物，也無法傳達這種知識」以下是從中總結出的論點：
1. 世上沒有東西存在；
2. 就算有東西存在，我們對它也一無所知；
3. 就算我們對它略有所知，我們也無法將這些知識傳遞。（參見 （页面存档备份，存于））

後人相信以上論點主要針對巴门尼德的存在理論。巴门尼德認為存在是唯一、不變、永恆，高爾吉亞要顯示出，得出巴门尼德的結論，與得出「世上什麼東西都沒有」的結論一樣容易。

## 修辭學

### 頌讚海倫
在《頌讚海倫》篇章中，高爾吉亞表現出詭辯學者的特質，意圖為海伦平反；她被當時視為引發特洛伊戰爭的禍首。高爾吉亞認為，海倫走到特洛伊的原因不外乎四者之一：神的驅使、武力、愛情或被言語說服。如果是神的安排，海倫不應被怪責。（Gorgias 31）若是因為武力，則應是施加武力者被怪罪。若是受愛情的影響，罪在不她，因為「如果愛情是神聖，有神的力量，人怎能抗拒？如果愛情是人共有的弱點，這不是罪過，而只是不幸。」（Gorgias 32）。最後，若是言語說服她，也不能怪她，因為「言語有能力支配人，能以小成就大，也能止息恐懼、緩和痛楚、營造喜樂、博取同情。」（Gorgias 31）

### 帕拉墨得斯的辯護
《帕拉墨得斯的辯護》談到倫理和政治承擔的問題（Consigny 38）。帕拉墨得斯是希臘神話人物，他揭穿奥德修斯裝瘋賣傻逃避參戰，後來被奥德修斯控以叛國罪而被處死。在《帕》文中，高爾吉亞指出，利益是行動的動機，例如地位、財富、名譽或保障，但他強調帕拉墨得斯根本缺乏動機，故無可能做出叛國行為。

## 評價
柏拉圖反對高爾吉亞的詭辯理論，在《高爾吉亞篇》中，柏拉圖將哲學和修辭學區分開，批評高爾吉亞是以優雅言辭娛樂他人的演說家，無需認識真理也能學習說服他人的技巧。（Consigny 36）亞里斯多德也認為，詭辯學者憑藉表現得聰明和機智來賺錢，並以誤導和詭辯的論說瞞騙大眾。

## 外部連結
- Encomium on Helen: Greek text and English translation
- Gorgias （页面存档备份，存于），著述（希臘文，德文翻譯）